# فرنسيس هارفي غرين
فرنسيس هارفي غرين (بالإنجليزية: Francis Harvey Green)‏ هو شاعر أمريكي، ولد في 19 مايو 1861، وتوفي في 23 يناير 1951.